# Becking & Bongers
Becking & Bongers is een ijzergieterij te Ulft die bestond van 1895 tot 1970.

## Geschiedenis
Nadat in Ulft reeds de ijzergieterij DRU was gevestigd, besloten de heren J.M.L. Bellaard, Frans Andries Becking en M. Th. Bongers in 1895 tot de oprichting van eene ijzergieterij, emailleerfabriek, vernikkelinrichting en smederij. Bongers was afkomstig van gieterij Vulcaansoord, Frans Andries (Andreas) Becking had ervaring opgedaan als zandvormer bij de DRU (van 1882 tot 1887) maar de andere vennoot Bellaard was onbekend met het vak en fungeerde vooral als geldschieter. Er zouden artikelen voor de bouw en voor het huishouden worden vervaardigd.
Het bedrijf, in de volksmond de Ni'je Hut genaamd, startte dus met ijzergieten en het emailleren van ijzeren voorwerpen, en daar werd later een plaatwerkerij aan toegevoegd. Toen Bellaard in 1896 vertrok, werd het bedrijf voortgezet onder de naam NV Ulftsche IJzergieterij v/h Becking & Bongers. Het bedrijf groeide snel en tien jaar later werkten er al ongeveer 260 mensen. Er was een krachtige stoommachine en tal van gereedschapsmachines waren beschikbaar. Ook waren er drie smeltovens. Al spoedig ging men ook complete kolenkachels produceren. Omstreeks 1925 werkten er 300 mensen. De catalogi toonden siergietwerk zoals rijkelijk van gotische en soortgelijke traditionele ornamenten voorzien hekwerk, levensbomen, gietijzeren spiltrappen en dergelijke.
Het bedrijf bleef investeren en, ondanks de inzinking tijdens de grote depressie, kwam het bedrijf er weer boven op.
Tijdens de wederopbouwperiode steeg het aantal werknemers van 180 in 1946 tot 350 omstreeks 1955.

## Ondergang
Ondertussen was het bedrijf vooral tot een kachel- en haardenfabriek geëvolueerd. De gieterij werd daarin geïntegreerd en leverde nauwelijks nog aan derden. Problemen ontstonden toen de markt geleidelijk op oliestook overging. Oliekachels kenden nauwelijks gietwerk doch bestonden voornamelijk uit plaatwerk. De gieterij was toen niet flexibel genoeg om voor derden te produceren. Toen in de jaren 60 van de 20e eeuw het aardgas opkwam en men overging op gaskachels, luidde dit de ondergang van het bedrijf in.
In 1966 werd weliswaar nog gefuseerd met de gelijkaardige – en in soortgelijke omstandigheden verkerende – fabriek Beckers' IJzergieterij te Bergen op Zoom, maar in 1970 ging de combinatie alsnog failliet en moesten de fabrieken in Ulft en in Bergen op Zoom alsnog sluiten.

## Externe bron
- Giel van Hooff (red.), IJzergieterijen langs de Oude IJssel, Stichting Gelders Erfgoed, 2007, ISBN 978 90 5345 329 2